# Gerd Meyer (Maler)
Gerd Meyer (auch Georg Bernhard Meyer und Gerd Meyer-Helldiek genannt; * 28. November 1894 in Oldenburg; † 29. August 1987 in Delmenhorst) war ein deutscher Maler.

## Leben
Meyer wurde als Sohn des Eisenbahntischlers Friedrich Gerhard Meyer (1859–1952) und dessen Ehefrau Thedje Marie Catharina geb. Renken (1863–1948) in Oldenburg geboren. Er besuchte die Stadtknabenschule und begann nach dem Schulabschluss eine Lehre bei der Eisenbahnverwaltung in Osnabrück, wechselte aber wenige Jahre später zur Finanzverwaltung. Hier stieg er rasch auf und war schließlich als Großbetriebsprüfer bei den Finanzämtern in Bremen, Cuxhaven und Delmenhorst tätig. In Delmenhorst wurde er auch stellvertretender Amtsvorsteher. Nach seiner Pensionierung als Steuerrat 1952 war er weiterhin als Steuerberater tätig. Neben seiner Berufsarbeit ließ sich Meyer schon früh künstlerisch ausbilden und nahm bereits 1914 Zeichenunterricht bei Richard tom Dieck.
Während des Ersten Weltkrieges diente er von 1915 bis 1918 als Soldat an der Ostfront und fertigte nebenher feine Zeichnungen an. Ab 1919 besuchte er die Kunstgewerbeschule Bremen, wo er seit 1920 lebte. 1923 trat er dem Bremer Künstlerbund bei und war zeitweise auch in dessen Vorstand tätig. Mit seinem Werk wandte sich Meyer als einer der wenigen oldenburgischen Künstler schon Anfang der 1920er Jahre malerisch und graphisch der Abstraktion bis hin zur Ungegenständlichkeit zu. Sein erhaltenes Werk, das in Ausschnitten im Oldenburger Stadtmuseum und im Landesmuseum Oldenburg zu sehen ist, gliedert sich in sieben Gruppen, die auch seine breite Schaffenspalette zeigen: Kubistisch-expressionistische Landschaften (um 1921/22), Stillleben und Interieurs mit zum Teil ungegenständlichen Details (1922), Landschaften (1922), Abstraktionen mit Ornamentik und Geometrie (1923), freie Farben mit gezeichneten Elementen (1923), Vasenbilder mit Erfahrungen des Kubismus (1923) und schließlich rein konstruktivistische Arbeiten (1924 und 1925). Nach 1930 malte und zeichnete Meyer Motive stärker realistisch. Meyer beteiligte sich in Bremen, Delmenhorst und Oldenburg an Ausstellungen. Die Bremer Kunsthalle, das Museum Folkwang in Essen und das Landesmuseum Oldenburg kauften seine Arbeiten an. 1937 wurden sechs seiner Arbeiten aus dem Museum Oldenburg beschlagnahmt und als Entartete Kunst vernichtet. Wegen einer unbedachten Äußerung stand er mehrere Monate unter Beobachtung und unterlag der Meldepflicht bei den NS-Organen.
Als nach 1946 der Bund Bildender Künstler in Oldenburg gegründet wurde, trat er diesem bei, wechselte dann aber zum Oldenburger Künstlerbund, dem er bis zu seiner Auflösung angehörte.

## Werke (Auswahl)
- Mutter und Kind. 1922 (Holzschnitt)
- Weiße Calla. 1922 (Aquarell)
- Abstrakte Komposition. 1923 (Aquarell)
- Komposition 9. 1923 (Bleistift/Aquarell)
- Komposition mit Tasse. 1923 (Bleistift/Aquarell)[1]